# Red (гурт)
Red — американський рок-гурт із Нашвілла, штат Теннессі, утворений у 2002 році. Гурт виконує пісні в стилях християнський рок, альтернативний рок, хард-рок і пост-ґрандж. На даний момент гурт випустив чотири студійні альбоми: End of Silence, Innocence & Instinct, Until We Have Faces і Release the Panic. Перші два альбоми гурту були номіновані на премію Греммі в номінації «Найкращий рок-госпел альбом (Best Rock Gospel Album)».

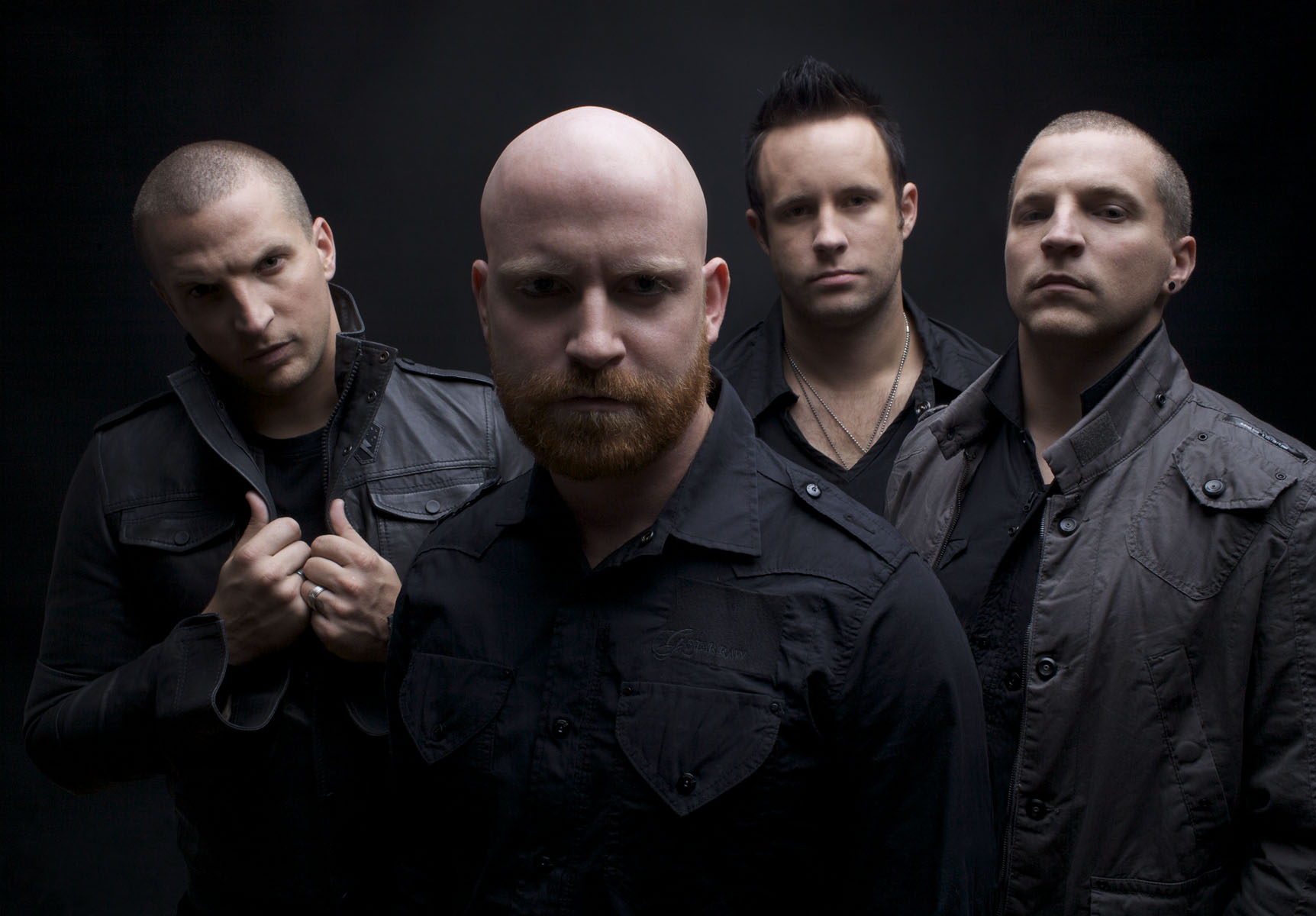
Зліва направо: Ренді Армстронг, Майкл Барнс, Джейсон Рауч, Антоні Армстронг

## Історія
Рок-гурт Red був заснований братами-близнюками гітаристом Ентоні та басистом Ренді Армстронгом, а також вокалістом та піаністом Майклом Барнсом. Всі троє виросли в Лайнсвіллі, штат Пенсільванія, де Барнс вперше зустрів Армстронгів у початковій школі та вони стали друзями. Натхнення продовжити музичну кар'єру отримали після того, як відвідали фестивалі, зокрема виступи на християнському фестивалі Creation Festival, і захотіли виступити на сцені. Вони стали учасниками Ascension, їхні перші концерти проходили в молодіжних центрах навколо Ері, штат Пенсільванія, виконуючи кавери на сучасну християнську музику, перш ніж вони звернулися до хард-року. Після того, як усі троє здобули освіту, вони переїхали в Нешвілл, штат Теннессі, у лютому 2002 року після того, як гітарист Audio Adrenaline Баррі Блер почув їхню музику в Інтернеті та запросив їх для запису. Перший склад Red був сформований у 2004 році після приєднання до гурту барабанщика Ендрю Хендрікса та гітариста Джейсена Рау. За його словами, назва гурту є скороченням від слова Redemption (англ. Спокута).
Після двох років роботи над альбомом, 6 червня 2006 року був випущений End of Silence. Записаний в Нешвіллі, альбом включає оркестрові аранжування Берні Хермса і Девіда Девідсона, що відбивають інтерес гурту до класичної музики. Логотип гурту розробив Ренді Армстронг. Альбом мав успіх, отримавши номінацію на премію Греммі як найкращий рок-євангельський альбом, посівши 6-е місце у чарті Billboard Top Heatseekers та 7-е місце у чартах Top Christian Albums. Пізніше, у 2007 році, він був перевиданий на лейблі Epic Records і увійшов до чарту Billboard 200 під номером 194. Альбом отримав золотий сертифікат Американської асоціації звукозаписних компаній (RIAA) у 2015 році за продаж понад 500 000 фізичних копій у США. Перший із шести синглів, "Breathe Into Me", досяг 15-го місця в чарті Billboard Mainstream Rock, отримав премію GMA Dove Award як записана пісня року в категорії рок та отримав золотий сертифікат RIAA. 
Red підтримали End of Silence туром, який розпочався у 2006 році за участі різних гуртів, включаючи Three Days Grace, Breaking Benjamin і Candlebox. 27 листопада 2007 автобус гурту потрапив у жахливу аварію, в результаті якої сильно постраждав Хайден Лемб і була пошкоджена техніка. У 2009 році "Lost" виграла премію GMA Dove Award як записана пісня року на своїй 40-й церемонії. До 2009 року гурт дав понад 500 концертів.
Наприкінці жовтня Red показали світові пісню Fight Inside, яка незабаром поставила рекорд за часом перебування на вершині християнського чарту Америки.
10 лютого вийшов другий альбом Innocence & Instinct. Ось що про нього кажуть музиканти: «Наш новий альбом присвячений вивченню боротьби між світлом і темрявою всередині кожного з нас — між свободою і тими інстинктами, які змушують нас робити те, що нам зовсім не хочеться робити. І це війна завдовжки в життя.»
За приблизними оцінками за перший тиждень було продано близько 40 000 дисків Innocence & Instinct, що дозволило новому альбому зайняти перші місця практично у всіх чартах світу. Навесні хлопці вирушили в спільний тур з гуртами Trapt і Since October.
1 лютого 2011 вийшов альбом Until We Have Faces, який, як і два попередніх, виявився дуже успішним.
17 вересня Red опублікували в YouTube відео, в якому йдеться, що новий альбом вийде 5 лютого 2013. Сайт Jesusfreakhideout.com опублікував, що новий альбом називається Release the Panic і підтвердив дату випуску — 5 лютого 2013 рік. Реліз першої пісні «Release the Panic» відбувся 9 листопада 2012 27 листопада 2012 в інтернеті з'явився новий сингл «Perfect Life» з майбутнього альбому. 29 листопада гурт опублікував обкладинку нового альбому. 20 грудня стала доступна для прослуховування нова пісня з альбому «Hold Me Now». 4 лютого в інтернеті з'явився кліп на пісню «Release the Panic». 23 лютого 2013 офіційно вийшов кліп на сингл «Perfect Life». За перший тиждень було продано близько 41 000 дисків Release the Panic.
10 квітня гурт вирушив в тур на підтримку Release the Panic: Recalibrated з Disciple і Spoken. Після закінчення туру, гурт відправиться в студію для запису 5 альбому разом з Робом Грейвсом.
28 листопада 2014 року гурт оголосив, що випустить новий альбом Of Beauty and Rage 24 лютого 2015 року. Продюсером альбому став Роб Грейвс, який раніше працював над першими трьома дисками Red. Ще в січні 2014 року під час акустичного виступу гурт заявив, що після туру почне працювати над новим лонгплеєм. Під час запису альбому Red оголосили, що загальний обсяг продажів за їхню кар'єру склав 1,1 мільйона копій.
Альбом був випущений 24 лютого 2015 року і дебютував на 11 місці в чарті Billboard 200. Графічний роман The Ever, який розповідає історію альбому, був випущений у січні 2016 року.
Офіційно про новий альбом Gone було оголошено у вересні 2017 року, а реліз відбувся 27 жовтня, дебютувавши на 13 місці у чарті Billboard 200. Також було випущено видання із 17 треків.
У березні та квітні 2018 року вони гастролювали з Лейсі Штурм, Righteous Vendetta та Messer.
7 червня гурт випустив "The Evening Hate". Після оголошення невеликого туру на честь 10-річного ювілею Innocence & Instinct, гурт випустив ще один сингл "From the Ashes", що супроводжується ліричним відео, та оголосила про нові дати туру. 17 вересня вони анонсували 36-денний тур з In Flames Північною Америкою. 11 жовтня гурт оголосив, що 1 листопада вийде новий EP The Evening Hate, а також вийде новий сингл "Hemohrhage", кавер на однойменну пісню Fuel.
10 січня 2020 року гурт оголосив, що майбутній сьомий студійний альбом "Declaration" вийде 10 квітня 2020 року. 25 березня гурт оголосив, що "Declaration" вийде на тиждень раніше початкової дати випуску, 10 квітня.
Перший концертний альбом гурту Until We Have Faces: Live and Unplugged вийшов 2 грудня 2022. Під час оголошення про випуск концертного альбому гурт також оголосив, що випустить новий альбом десь навесні 2023 року. Протягом січня та більшої частини лютого гурт брав участь як у турах як хедлайнер, так і в турах на розігріві з американськими групами Alter Bridge, Mammoth WVH та Pistols at Dawn.
24 січня 2023 року вони опублікували на своїй сторінці у Facebook назву нового альбому з Rated R. 16 червня гурт повідомив, що альбом вийде 29 вересня 2023 року, і навіть заявив, що головний сингл альбому під назвою «Surrogates» буде доступний на всіх потокових сервісах 4 серпня. Гурт також оголосив, що вирушить у тур "Rated R Tour", який розпочнеться у вересні та триватиме до 2024 року.

## Учасники
- Майкл Барнс(Michael Barnes) — вокал
- Антоні Армстронг(Anthony Armstrong) — гітара, бек — вокал
- Ренді Армстронг(Randy Armstrong) — бас — гітара, клавішні, бек — вокал

Колишні учасники
- Джо Рікард(Joe Rickard) — ударні, перкусія(2009—2014)
- Джейсон Рауч(Jasen Rauch) — гітара (2004—2009)
- Хайден Лемб(Hayden Lamb) — ударні, перкусія (2006—2008)
- Ендрю Хендрікс(Andrew Hendrix) — ударні, перкусія, ритм — гітара (2004—2006)

## Дискографія

### Студійні альбоми
| Рік  | Альбом               | Заголовок                                   | Чарти | Чарти    | Чарти     | Чарти   |
| Рік  | Альбом               | Заголовок                                   | US    | US Indie | US Christ | US Heat |
| ---- | -------------------- | ------------------------------------------- | ----- | -------- | --------- | ------- |
| 2006 | End of Silence       | Essential Records                           | 194   | 17       | 7         | 6       |
| 2009 | Innocence & Instinct | Sony BMG                                    | 15    | 1        | 1         | —       |
| 2011 | Until We Have Faces  | Sony Music Entertainment, Essential Records | 2     | 1        | 1         | —       |
| 2013 | Release The Panic    | Sony Music Entertainment, Essential Records | 7     | 2        | 1         | —       |

### Мініальбоми
| Год  | Альбом                                                                                             |
| ---- | -------------------------------------------------------------------------------------------------- |
| 2007 | Breathe Into Me - Дата виходу: 22 травня 2007 - Заголовок: Essential                               |
| 2007 | Connect Sets - Дата виходу: 18 грудня 2007 - Заголовок: Essential, Sony Connect                    |
| 2011 | Not Alone (Performance Tracks) - Дата виходу: 8 квітня 2011 - Заголовок: Provident                 |
| 2014 | Release The Panic: Recalibrated - Дата виходу: 29 квітня 2014 - Заголовок: Essential, Sony Connect |